# Össur
Össur es una empresa islandesa de ingeniería biomédica, dedicada a la fabricación, distribución y venta de prótesis, ortesis y terapia de compresión. Está especializada en el desarrollo de dispositivos ortopédicos de alta tecnología.
Fue fundada en 1971 por Össur Kristinsson, un protesista que sufría una malformación. Se centró en el ámbito local pero en 1986 comenzó a exportar sus productos. La familia Kristinsson mantuvo su control hasta 1999, cuando pasó a ser una compañía de capital abierto que comenzó a cotizar en la Bolsa de Islandia. La nueva dirección amplió su negocio con la adquisición de firmas biomédicas especializadas en ortopedia no invasiva, así como laboratorios de investigación y desarrollo en ese campo. Actualmente cuenta con más de 1.800 empleados, una sede central en Reikiavik y 13 subsidiarias, y forma parte del índice bursátil islandés de referencia, el OMX Iceland 6.
La empresa fabrica productos para deportistas con discapacidad física. La línea más conocida son las prótesis de fibra de carbono Flex-Foot Cheetah, que han utilizado atletas como el corredor sudafricano Oscar Pistorius o la triatleta Sarah Reinertsen. También patrocina al Team Össur, un equipo internacional formado por destacados atletas paralímpicos.